# 華倫亭
華倫亭（也译瓦伦丁、瓦伦廷；1923年—1977年），德國地理学家，曾任柏林工业大学地理学教授，柏林自由大学名誉教授，柏林地理学会副会长、主席。1952年著有《世界海岸》（Die Kusten der Erde）一書而在自然地理學界享有盛名。

## 華倫亭海岸分類
華倫亭在《世界海岸》一書中將世界上的海岸分為八種類型。这被称作“H.Valentin分类系统”。1982年的《地形学原理》一书中评述认为，《世界海岸》一书虽有丰富资料，但其中阐述为缺乏原则的折衷性观点，科学价值不高，曾科维奇，В.П.在早期有类似评述。也曾有早期文献指出，華倫亭的分类方式是当时获公认的两种海岸分类方式之一。

### 分類依據

#### 四作用
- 沉水作用：陸地相對下降或海水相對上升
- 離水作用：陸地相對上升或海水相對下降
- 侵蝕作用：海岸受到海水或風力侵蝕
- 堆積作用：海岸受到沿岸流或河流帶來的泥沙堆積

#### 三現象
海岸表現出來的前進後退現象。
- 進夷現象：海岸線前進（海岸變大）
- 退夷現象：海岸線後退（海岸變小）
- 定止現象：海岸線不後退也不前進

### 分類

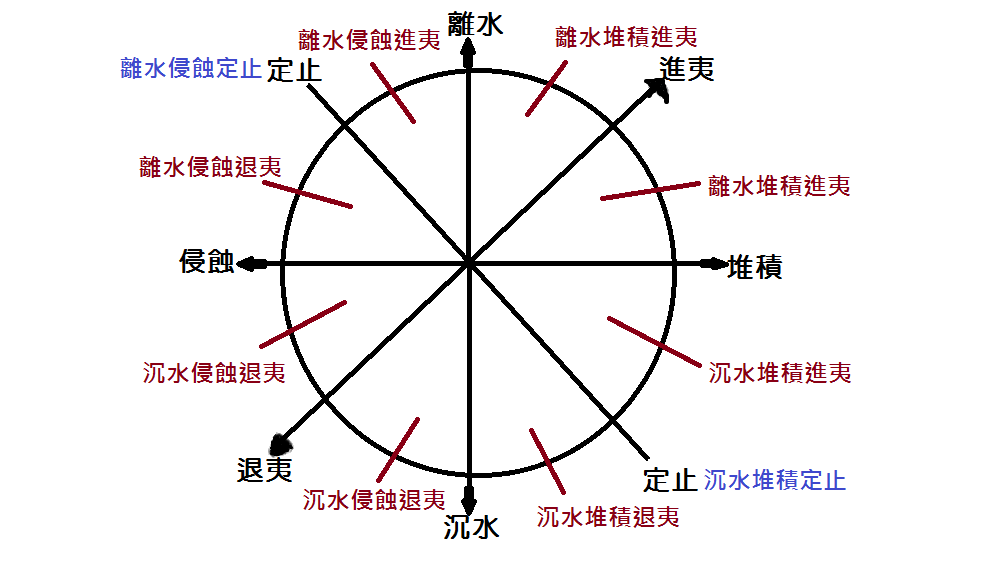
華倫亭海岸八分類法圖示，座標軸上下為離水沉水、左右為侵蝕堆積、右上左下為進夷退夷

#### 離水堆積進夷海岸
例如台灣島西部沿海同時受到板塊擠壓（離水）及河流堆積而產生進夷現象。

#### 沉水堆積進夷海岸
例如沙頸岬地形同時受到海平面上升使陸連島與陸地分離（沉水）及沿岸流泥沙堆積成連島沙洲而產生進夷現象。
此海岸類型的堆積速率大於沉水速率。

#### 離水侵蝕進夷海岸
例如海階地形同時受到板塊抬昇（離水）產生進夷現象。
此海岸類型的離水速率大於侵蝕速率。

#### 離水侵蝕定止海岸
未發現不進不退的海岸。

#### 沉水堆積定止海岸
亞馬孫河之三角洲。亞馬孫河口因沉水作用強烈故難以見到三角洲。

#### 沉水侵蝕退夷海岸
例如谷灣地形同時受到海平面上升（沉水）及海水侵蝕而產生退夷現象。
例如峽灣地形同時受到海平面上升（沉水）及海水侵蝕而產生退夷現象。

#### 離水侵蝕退夷海岸
未發現，因為通常板塊抬升速率大於侵蝕速率。

#### 沉水堆積退夷海岸
亞馬孫河、錢塘江口之三角江。高屏溪溺谷。